# Jodensavanne

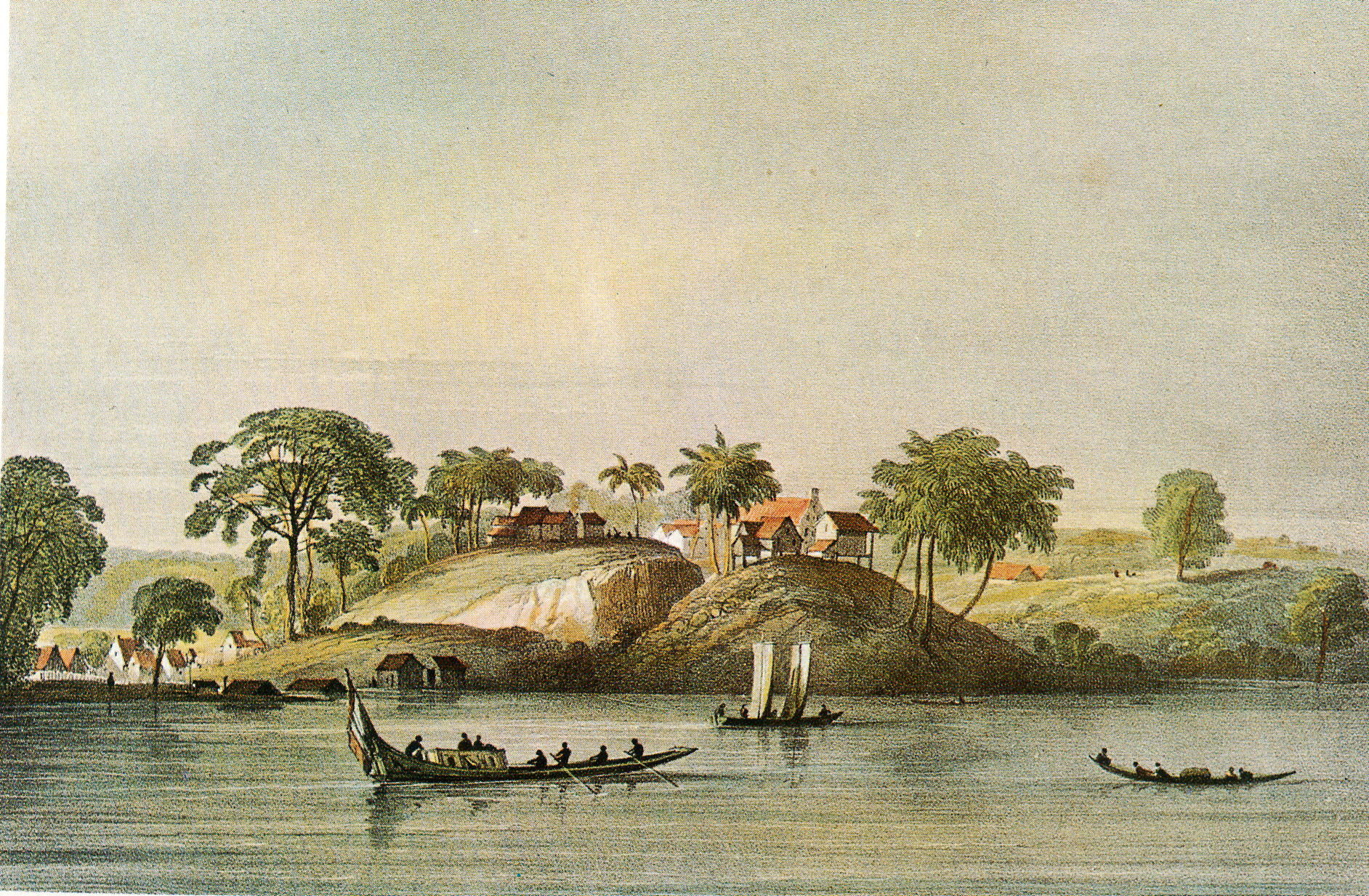
Jodensavanne cirka 1830

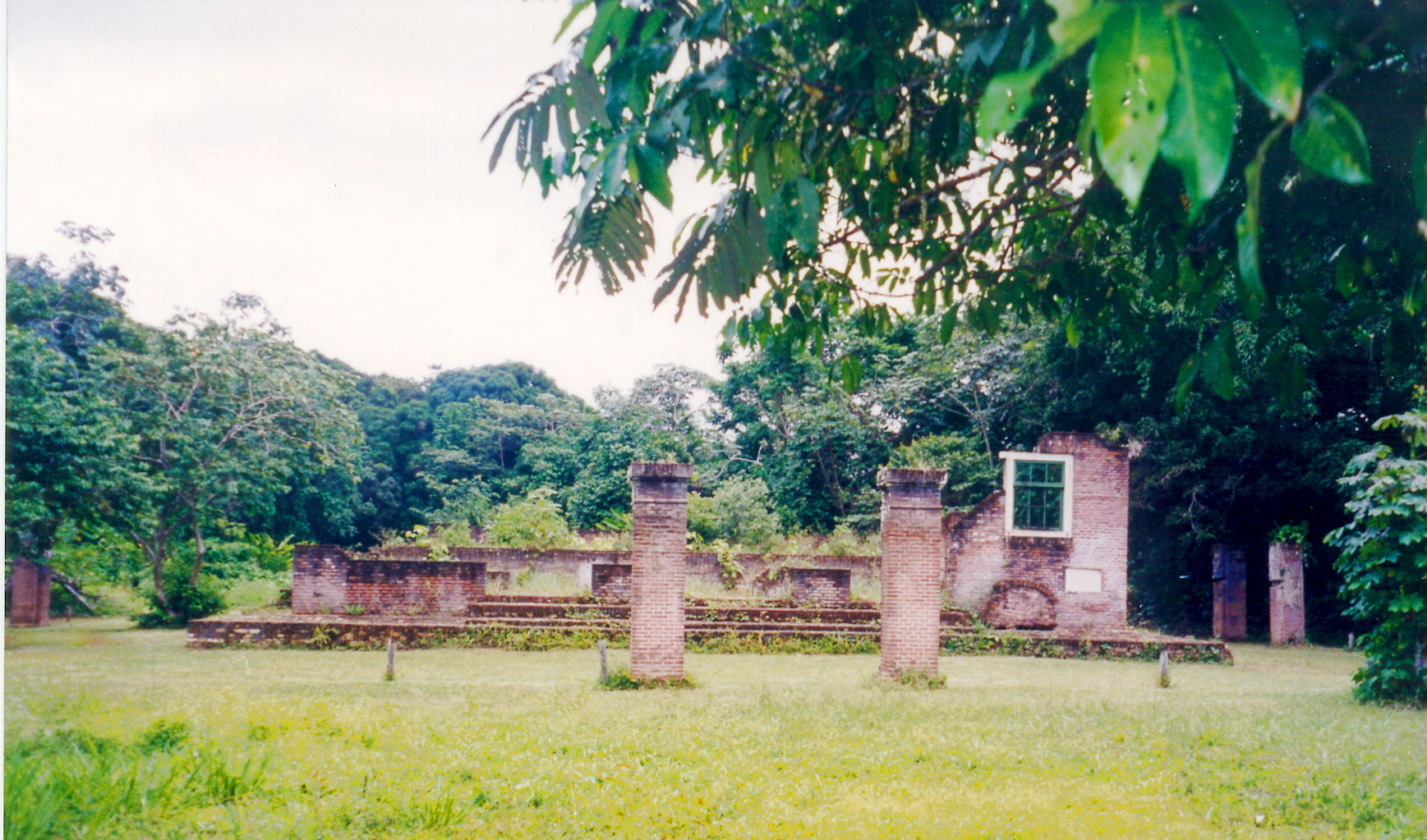
Ruinen efter synagogan i Jodensavanne

Jodensavanne var ett försök att upprätta ett självständigt judiskt territorium i Surinam, Sydamerika.
Judiska immigranter från Italien, Nederländerna och Portugal tilläts av den brittiska kolonialmakten att etablera en bosättning i Surinam år 1639. Den första vågen av immigranter följdes av fler, bland annat av judar på flykt från förföljelser i andra latinamerikanska territorier. Jodensavanne hade en hög grad av autonomitet gentemot kolonialstyret. Ekonomin var baserad på sockerplantage.
Jodensavanne bestod fram till 1800-talets början trots relativt stor utflyttning till Paramaribo från 1700-talets mitt och framåt. 1832 brändes och förstördes bosättningen i samband med ett slavuppror och övergavs. Under andra världskriget kom platsen att användas som fångläger.